# Зніт
Зніт (Epilobium) — рід трав'янистих рослин родини онагрові (Onagraceae), поширений у бореальних, гірських та арктичних місцях Земної кулі.

## Назва
Українська назва походить від слова знітитися — «зігнувшись зіщулитися»; назва зумовлена тим, що квітки зніту схиляються на ніч до землі, щоб зберегти пилок від роси. Етимологія: дав.-гр. ἐπί — «на», дав.-гр. λοβός — «стручок або коробочка», оскільки квітка та коробочка з'являються разом, віночок на кінці зав'язі.

## Опис
Це багаторічні або однорічні трави (рідко напівчагарники). Надземна частина рослин від густо волохатої до голої. Листки часто протилежні, рідко в мутовках; сидячі або черешкові. Суцвіття може бути китиця, волоть, колос — можуть бути простими або розгалуженими. Квіти радіально симетричні з чотирма пелюстками, які можуть бути зазубрені; вони, як правило, невеликі й рожеві у більшості видів, але в кількох — червоні, помаранчеві або жовті. Плід — струнка циліндрична коробочка, що містить багато насіння, укладене в тонкий, м'який шовковистий пух.

## Поширення
Понад 200 видів (докладніше див. Список видів роду зніт) поширені у гірських, бореальних та / або арктичних районах Африки, Азії, Австралазії, Європи, Північної та Південної Америки, від рівня моря до 5000 м, часто у вологих, порушених місцях (тільки в горах у тропіках).
В Україні зростають: Зніт шорсткий — Epilobium hirsutum;
Зніт вузьколистий — Epilobium angustifolium;
Зніт дрібноцвітий — Epilobium parviflorum;
Зніт гірський — Epilobium montanum;
Зніт пагорбковий — Epilobium collinum;
Зніт ланцетолистий — Epilobium lanceolatum;
Зніт темний — Epilobium obscurum;
Зніт чотиригранний — Epilobium tetragonum;
Зніт Ламі — Epilobium lamyi;
Зніт рожевий — Epilobium roseum;
Зніт жилкуватий — Epilobium nervosum;
Зніт курячоочковий — Epilobium anagallidifolium;
Зніт алсинолистий — Epilobium alsinifolium;
Зніт болотний — Epilobium palustre;
Зніт приальпійський — Epilobium alpestre;
Зніт пониклий — Epilobium nutans;
Зніт залозистостебловий — Epilobium adenocaulon;
Зніт Доміна — Epilobium dominii